# Alan Channing
Alan Eric Channing (* 26. September 1948 in Newton Abbot, Devon) ist ein britisch-südafrikanischer Herpetologe.

## Leben
Channing emigrierte 1955 mit seiner Familie nach Südafrika. 1974 erwarb er unter der Leitung von Neville Passmore seinen Master of Science mit der Arbeit Low-rainfall-tolerant South African anurans, with particular reference to those of the Namib an der Universität von Natal. 1977 wurde er an derselben Universität mit der Dissertation Ecological and systematic relationships in Natal ranids (Rana Linn. sensu stricto and sensu Strongylopus Tschudi), with notes on a possible competitor, the leptodactylid Heleophryne natalensis Hewitt unter der Leitung von Eddie van Dijk zum Ph.D. in Zoologie promoviert. Anschließend arbeitete er als Kurator im John R. Ellerman Museum der Universität Stellenbosch. 1981 wurde er Professor am Department of Biodiversity & Conservation Biology der Universität des Westkaps in Bellville. Im Januar 2018 wurde er Professor an der Nordwest-Universität in Potchefstroom.
Channings Forschungsschwerpunkt gilt der Taxonomie der südafrikanischen Amphibien und den Kaulquappen afrikanischer Froschlurche. Er beschrieb über 140 neue Froschlurcharten und -gattungen, darunter Churamiti, Poyntonia, Ptychadena mutinondoensis, Hyperolius lupiroensis, Breviceps branchi, Ptychadena mapacha, Hyperolius inyangae, Strongylopus springbokensis, Arthroleptella rugosa und Hyperolius jacobseni.
Channing ist Mitglied der Herpetological Accociation of Africa, der Zoological Society of Southern Africa und der California Academy of Sciences.
Zu Channings Büchern zählen die Titel Amphibians of Central and Southern Africa (2001, Neuauflage 2019), Amphibians of East Africa (mit Kim M. Howell, 2006), Tadpoles of Africa (mit Mark-Oliver Rödel, 2012) und Field guide to the frogs & other amphibians of Africa (mit Mark-Oliver Rödel, 2019).
2009 war Channing wissenschaftlicher Berater bei der Folge Drakensberg: Barrier of Spears der Dokumentarreihe Nature.